# Ipofosfito di sodio
L'ipofosfito di sodio è il sale di sodio dell'acido ipofosforoso.
A temperatura ambiente si presenta come un solido cristallino bianco inodore. Generalmente cristallizza idrato con formula NaH2PO2 · H2O.